# Carl Eugen Elfwing
Carl Eugen Elfwing, född 1 oktober 1827 i Kalmar stadsförsamling, död 20 januari 1909 i Adolf Fredriks församling i Stockholm, var en svensk kartograf.
Elfwing avlade officersexamen 1849, kom 1859 till Topografiska kåren strax efter beslutet om utgivandet av de dittills hemliga militärkartorna. Han befordrades till major 1872, och blev 1873 överadjutant i den omorganiserade Generalstaben och överstelöjtnant där 1882. Elfwing ledde flera fältarbeten och utförde bland annat triangel- och höjdmätningar, vid vilka senare den av honom uppfunna Elwings spegel kom till användning. Under 1860- och 1870-talen beordrades han till utlandet för att studera kartväsendet och införde vid Generalstabens litografiska anstalt den tidsbesparande fotografiska reproduktionsmetoden heliogravyr. Ännu efter sitt avsked 1885 anlitades han ofta för topografiska arbeten.